# Лашино (Ленінградська область)
Лашино (рос. Лашино) — присілок у Кіриському районі Ленінградської області Російської Федерації.
Населення становить 15 осіб. Належить до муніципального утворення Будогощенське міське поселення.

## Історія
Згідно із законом від 1 вересня 2004 року № 49-оз органом  місцевого самоврядування є Будогощенське міське поселення.

## Населення
| 1879 | 1910 | 1928 | 1965 | 1997 | 2002 | 2007 |
| ---- | ---- | ---- | ---- | ---- | ---- | ---- |
| 154  | ↗318 | ↗346 | ↘109 | ↘42  | ↗43  | ↘31  |
| 2010 | 2017 |      |      |      |      |      |
| ↘28  | ↘15  |      |      |      |      |      |